# 多羅申科韋 (蘇梅州)
52°3′52″N 33°50′14″E / 52.06444°N 33.83722°E
多羅申科韋（烏克蘭語：Дорошенкове）是位於烏克蘭東北部的村莊，由蘇梅州紹斯特卡區的赫盧希夫市鎮負責管轄。該村處於克萊姆利亞河畔，距離帕拉欣科韋0.5公里，海拔高度187米，2001年人口11。